# Kolmhaara
Kolmhaara är en boplats från stenåldern i tidigare Honkilax, numera Eura kommun. 
I Kolmhaara, som är bekant sedan 1940-talet, undersöktes 1959 de första gravar från den kamkeramiska kulturen, som påträffats i Finland. I rödockragravarna har de döda varit täckta av ett tjockt lager ockra och de har fått med sig rikligt med flintredskap – bland annat pilspetsar och skrapor – och bärnstenssmycken. Numera är kamkeramiska ockergravar kända från en mängd boplatser runt om i landet. I Kolmihaara har även undersökts ett flertal kistgravar byggda av röda sandstenshällar. Kistorna innehåller rödockra, men saknar fynd. De dateras numera till tidigaste järnåldern.